# Isotta Fraschini

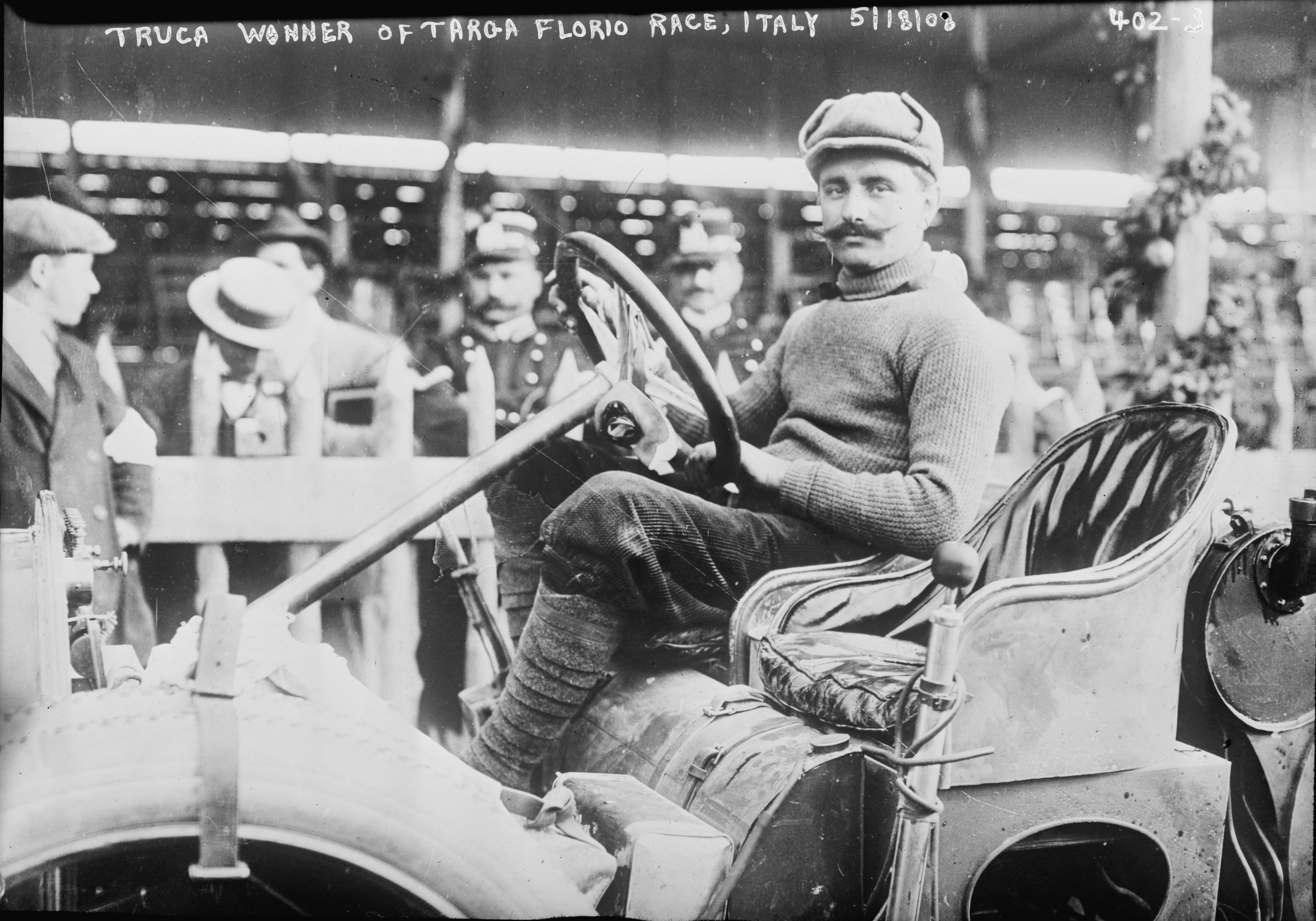
Vincenzo Trucco venceu a Targa Florio em 1908 com o Isotta Fraschini type I

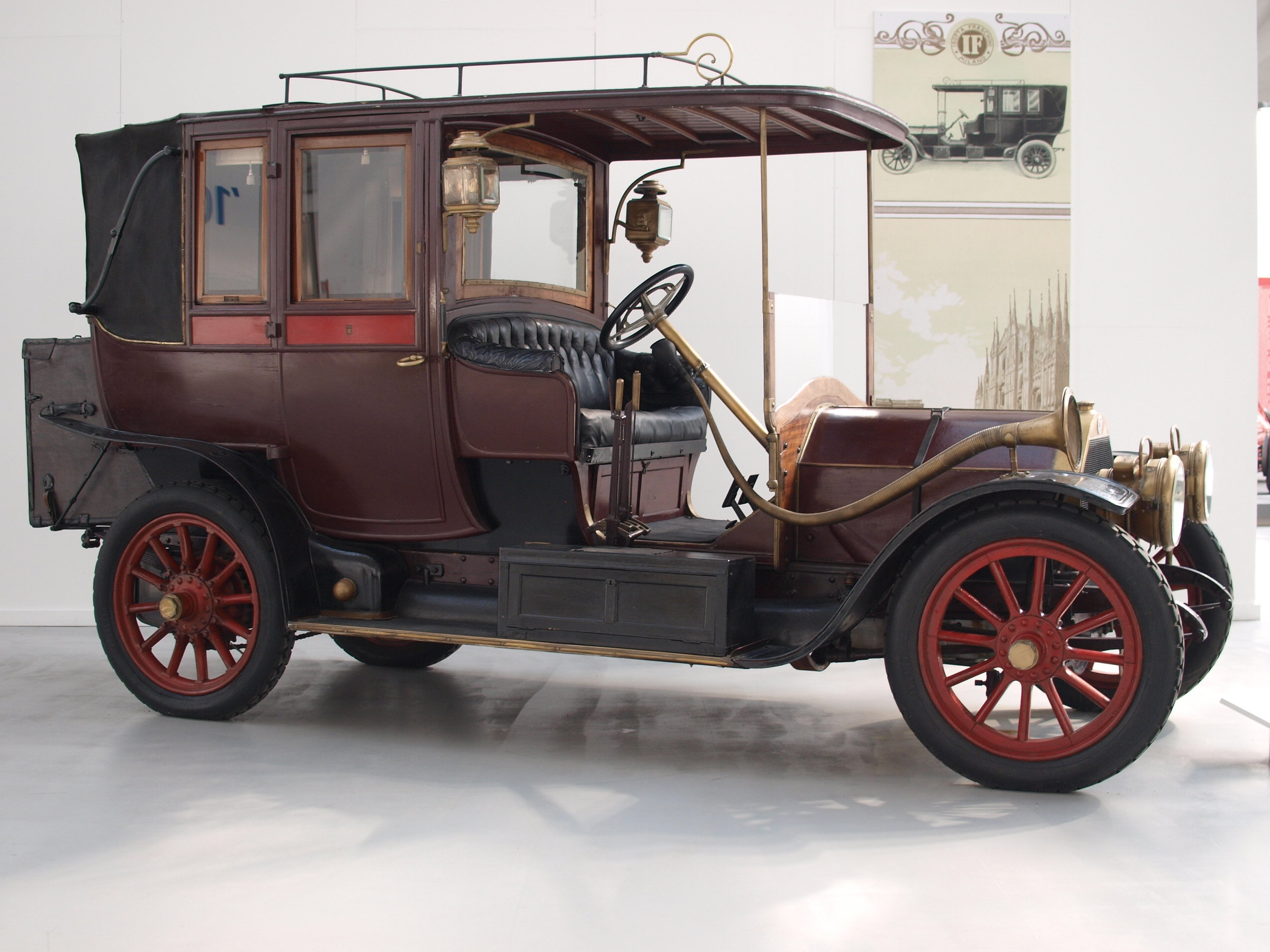
Isotta-Fraschini AN 20/30 (1909)

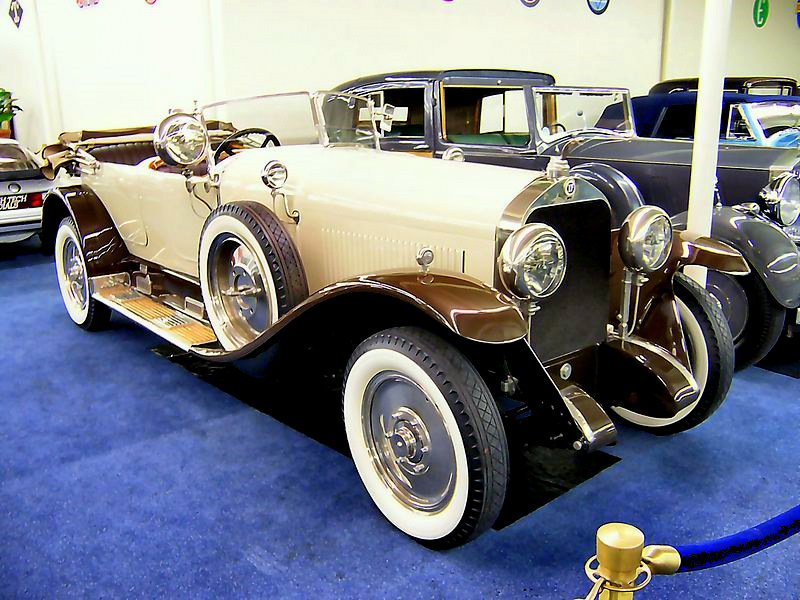
Isotta-Fraschini Tipo 8 Sala Phaeton

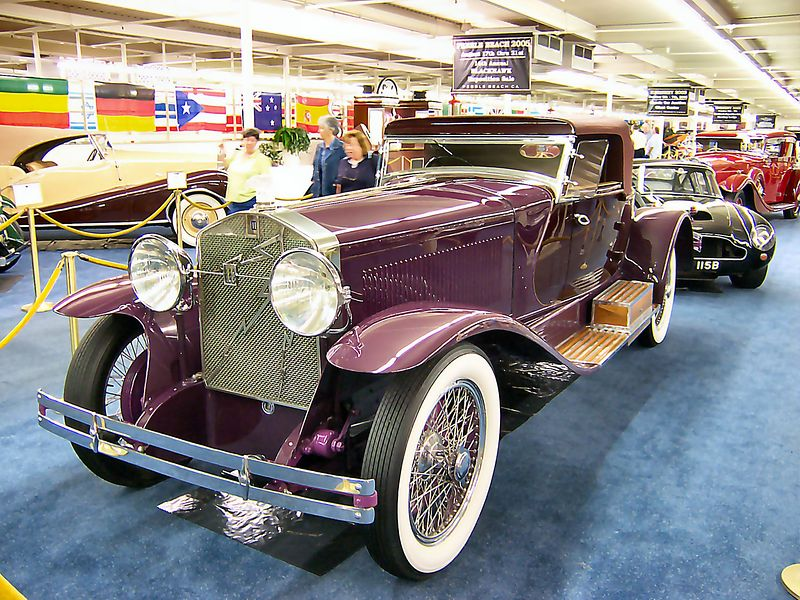
O Isotta-Fraschini Tipo 8A S LeBaron Boattail Roadster modelo 1928 no the Imperial Palace Auto Collections em Las Vegas

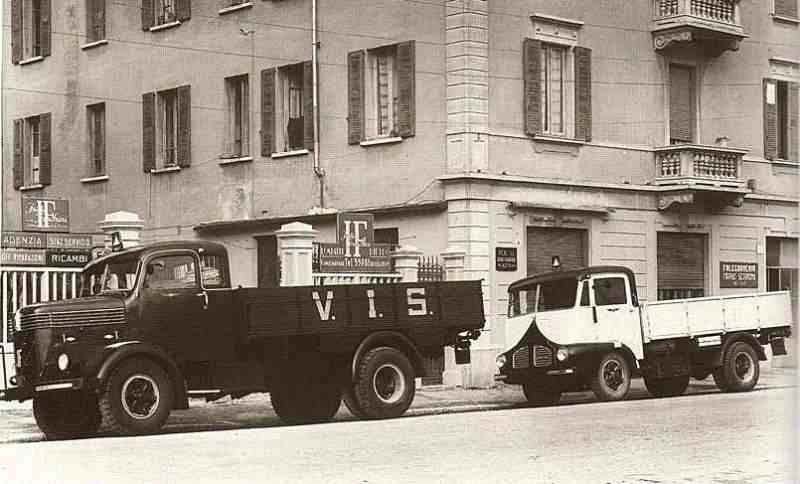
Isotta Fraschini D80 (left) & D65 (right)

A Isotta Fraschini é uma marca italiana historicamente conhecida pela fabricação de carros, que estão entre os mais luxuosos e prestigiosos que já foram feitos, assim como caminhões, motores para embarcações e aviões. Foi fundada em Milão, na Itália, em 1900 por Cesare Isotta e os irmãos Vincenzo, Antônio e Oreste Fraschini. Em 1955 a companhia uniu-se à Breda Motori e foi renomeada F.A. Isotta Fraschini e Motori Breda. No entanto, nenhum sucesso comercial foi feito. A companhia abriu falência em 1999. Em 2000, uma nova companhia, com o nome de Isotta Fraschini Milano foi fundada. Atualmente a Isotta Fraschini tem escritórios em Milão e Bari.

## História
A firma recebeu dos seus fundadores, Cesare Isotta e Vincenzo Fraschini, o nome de Società Milanese Automobili Isotta, Fraschini & C., no dia 27 de Janeiro de 1900. O lema era "Importamos, Vendemos e Consertamos carros". Antes de abrir sua própria companhia em 1904, Isotta e Fraschini montavam Renaults.
O primeiro automóvel a levar essa marca tinha um motor de quatro cilindros com 24 cavalos de potência. O carro, pilotado por Vincenzo Fraschini, apareceu em várias corridas. Em 1905, a Isotta Fraschini chamou a atenção na Coppa Florio, a qual eles apareceram com um Tipo D com um enorme motor de 17.2 litros e 100 cavalos de potência. Por um curto período em 1907, a Isotta Fraschini uniu-se à fabricante de automóveis francesa Lorraine-Dietrich. A firma começou fazendo automóveis que usavam o mesmo motor de 100 cavalos, reforçando a reputação da companhia e fazendo com que ela tivesse um prestigio considerável. Esse também foi um dos primeiros carros com freio nas quatro rodas, após esse sistema ter sido inventado por Arrol-Johnston na Escócia em 1909. eles foram um dos pioneiros do sistema OHC, com um motor desenhado por Giustino Cattaneo.  A Isotta Fraschini introduziu o seu “”Tipo 8””, o primeiro carro de linha a ser produzido com um Motor de oito cilindros em linha, no Salão de Paris em 1919 e começou a ser vendido aos clientes em 1920.
Com o crescimento da rica classe média na América do Norte nos anos 20, a Isotta Fraschini comercializou limusines de luxo para a nova aristocracia americana. Uma das primeiras estrelas de cinema, Clara Bow e Rudolph Valentino dirigiam uma Isotta Fraschini. Uma Tipo 8A Castagna Transformável de 1929 aparece no filme Crepúsculo dos Deuses e outra no filme, Uma Sombra Que Passa com Fredric March. Uma Isotta também aparece no filme  Romance e Fantasia com John Wayne e Claudette Colbert em 1946. Uma Isotta Fraschini era o carro do gigolô Lindsay Marriott no clássico de Raymond Chandler, Farewell, My Lovely que se tornou um filme estrelado por Dick Powell e Claire Trevor. A grade dianteira da Isotta com a característica insígnia no formato de uma lâmpada é vista estacionada em um barranco, logo antes de Lindsay Marriott morrer.
Seriamente afetada pela crise econômica da década de 1930 e pelas interrupções da Segunda Guerra Mundial, Isotta Fraschini parou de fazer carros depois da guerra (1949). Apenas cinco unidades do seu mais recente modelo, o Monterosa, foram produzidas. As fabricas foram modificadas para a produção de motores marítimos.
A empresa foi deixada no registo comercial e em 1955 fundiu-se com o fabricante de motores Breda Motori e nomeada FA Isotta Fraschini e Motori Breda. A empresa começou a produzir trólebus novamente e em 1960 construiu uma nova fábrica de motores diesel em Bari. Na década de 1980 a empresa foi renomeada Isotta Fraschini Motori SpA e tornou-se parte do grupo Fincantieri, com sede administrativa na antiga fábrica em Bari.
Nos anos 90, foram feitas tentativas de reviver a indústria automotiva da Isotta Fraschini. Carros-conceito cupê e roadster Isotta Fraschini T8 foram construídos em 1996, e o carro conceito roadster Isotta Fraschini T12 foi construído em 1998. A empresa nunca começou a produzir e entrou em falência em 1999.

## Rebranding
Em 2000, após 100 anos da sua fundação, um grupo de investidores italianos, liderados por um economista, adquiriu os direitos sobre a marca. Eles fundaram uma nova empresa, Isotta Fraschini Milano e uma fundação cultural, Intrepida Fides. Um time, com sede em Milão, foi criado para reviver o espírito histórico da Isotta Fraschini, concebendo novos ícones, como um veículo elétrico urbano chamado Type 0 e um Hiper-carro. Ambos os veículos serão revelados em 2014. Estes ícones encarnam o espirito da marca adaptado para o século 21.

## Veículos
Carros de passageiros
- Runabout 1901-1902
- Tipo FENC 1908
- Tipo KM 1910-1914
- Tipo IM 1913
- Tipo 8 1919-1924
- Tipo 8A 1924-1931
- Tipo 8B 1931-1936
- Tipo 8C Monterosa 1948-1949
- T8 1996
- T12 1998

Carros de corrida
- Tipo 6 2024

- Tipo D 1905
- Tipo FE 1908

Caminhões
- D80 1934-1955
- D65 1940-1955

 Trólebus 
- TS 40F1
- F1

## Atualmente
A Isotta Fraschini é hoje representada pelas três seguintes realidades económicas.
- Intrepida Fides, a Fundação Isotta Franschini, acrónimo inventado por Gabriele D' Annunzio, com sede em Milão.
- Isotta Fraschini Milano srl, com sede em Milão, que opera no campo automotivo, bem como a produção e comercialização de bens de luxo.
- Isotta Fraschini Motori SpA: com sede em Bari. Uma empresa de engenharia especializada em produtos diesel, motores marinhos, particularmente motores industriais e motores de tração ferroviária, mas também fornecer produtos e serviços de engenharia civil e militar. A empresa faz parte do grupo Fincantieri. A empresa produz sistemas de propulsão e de geração, utilizados por navios rápidos de the ataques litoral e iates da Marinha dos EUA. O L1306 T3, V 1312 T3, VL 1716 T2 T3 e GE NABIÇA V 1312 sistemas de geração T3 produz entre 200 kW e 3.000 kW. O maior desses geradores são utilizados nos navios Freedom class.